# 卡爾平斯基山
卡爾平斯基山是俄羅斯克拉斯诺亚尔斯克边疆区的一個大型冰帽，位於北地群島的十月革命島，面積約2,800平方公里，海拔高度965米，是該島的最高點。
79°39′N 99°2′E / 79.650°N 99.033°E